# Barbate de Franco
Barbate de Franco är en ort i Spanien.   Den ligger i provinsen Provincia de Cádiz och regionen Andalusien, i den södra delen av landet, 500 km söder om huvudstaden Madrid. Barbate de Franco ligger 18 meter över havet och antalet invånare är 22 912.
Terrängen runt Barbate de Franco är platt åt nordväst, men åt sydost är den kuperad. Havet är nära Barbate de Franco söderut.  Barbate de Franco är det största samhället i trakten. Trakten runt Barbate de Franco består till största delen av jordbruksmark.